# Петерсон, Рудольф Августович
Рудольф Августович Петерсон (1897—1937) — комендант Кремля, дивинтендант (1935).

## Биография
Родился в латышской семье мелкого служащего. Окончил высшее начальное училище. До призыва в армию работал в Туле. В мае 1916 призван на военную службу и направлен в лейб-гвардии Петроградский полк. Там же окончил учебную команду и в ноябре 1916 направлен в Латышский запасный стрелковый батальон. В июле 1917 окончил учебную команду связи Латышского запасного стрелкового полка и направлен в 1-й инженерный полк на должность телефониста.
Участник 1-й мировой войны, с июля 1917 телефонист 1-го инженерного полка, с августа 1917 телефонист 7-го Бауского латышского полка. В конце 1917 получил отпуск по болезни. После возвращения из отпуска в середине 1918 служил в 11-й запасной пехотной бригаде. В начале апреля 1918 демобилизован из старой армии.
Участник Гражданской войны. 
В апреле 1918 добровольно вступил в Красную армию, в 1919 в РКП(б). С апреля 1918 старший уполномоченный Московского окружного военкомата, с июня 1918 помощник заведующего отделом связи информации Оперативного управления штаба наркомвоена. 
Во время Гражданской войны с 6 августа 1918 года начальник связи, с 16 февраля 1919 по 9 декабря 1920 года начальник экстренного поезда народного комиссара по военным и морским делам Л. Троцкого. В октябре — ноябре 1918 года в составе особого отряда, сформированного из команды поезда и приданных частей, командировался и выполнял боевые задания на угрожаемых участках фронта, за умелое руководство действиями такого отряда в районе города Лиски награждён орденом Боевого Красного Знамени приказом Реввоенсовета 8-й армии. С февраля по март 1920 года особоуполномоченный Революционного совета 1-й Революционной трудовой армии.
С апреля 1920 комендант Московского Кремля. Исполняя эту должность, по заданию партийного и военного руководства выезжал на фронт, где исполнял обязанности члена РВС разных армий, участник разгрома войск барона П. Н. Врангеля в Крыму. Окончил Кремлёвскую школу при ВЦИК. Член ЦИК СССР седьмого созыва, член Моссовета.

## «Кремлёвское дело»
В связи с «Кремлёвским делом» (делом «Клубок») в апреле 1935 года освобождён от должности коменданта Кремля и зачислен в распоряжение народного комиссара обороны СССР. С июня 1935 года — помощник командующего войсками Киевского военного округа по материальному обеспечению.
Арестован 27 апреля 1937 года. Военной коллегией Верховного суда СССР 21 августа 1937 года по обвинению в принадлежности к «контрреволюционной террористической организации» приговорён к расстрелу. Приговор приведен в исполнение в тот же день. Место захоронения праха на территории Донского крематория.
Определением Военной коллегии от 11 мая 1957 года посмертно реабилитирован.

## Память
Почетный курсант Московского высшего военного командного училища.

## Адреса
В Москве проживал на территории Кремля, в Киеве на улице Спартака, дом 4-Б, квартира 5.